# Triple Crown Championship
Het Triple Crown Championship is een prestatie in het professioneel worstelen. Het is een onderscheid gemaakt naar een professionele worstelaar die gewonnen heeft in drie specifieke kampioenschappen in World Wrestling Entertainment (WWE), Total Nonstop Action Wrestling (TNA) en Ring of Honor (ROH); evenals de niet meer bestaande World Championship Wrestling (WCW) en Extreme Championship Wrestling (ECW). De drie titels meestal voorzien van twee niveaus van singles kampioenschappen en een tag team kampioenschap.

## WWE
In WWE (voorheen de World Wrestling Federation/Entertainment) is de term Triple Crown Champion van oudsher gebruikt om een worstelaar die het WWE Championship, het Intercontinental Championship en het World Tag Team Championship heeft gewonnen. Van 1979 tot 1997 waren dit de drie kampioenschappen van het bedrijf. De worstelaar die alle drie kampioenschappen heeft gewonnen werd beschouwd als een "Triple Crown kampioen".
Op 19 januari 2009, CM Punk versloeg William Regal voor de Intercontinental Championship in Chicago (Illinois) op WWE Raw. Toen CM Punk Regal versloeg, werd Punk een Triple Crown kampioen, de winnaar van de World Heavyweight Championship op 30 juni 2008 en de winnaar van de World Tag Team Championship op 27 oktober 2008. CM Punk brak het record van Kevin Nash voor de voltooiing van de "Triple Crown Championship" in 203 dagen, Kevin Nash (toen bekend als Diesel) deed dat over in 227 dagen.
Naar aanleiding van de Brand Extension (merkextensie) in 2002, het World Heavyweight Championship en de WWE Tag Team Championship werden deel uitgemaakt van de Triple Crown. Officieel heeft WWE nog niet verklaard of dat het WWE United States Championship een aanvaardbaar substituut is voor secundaire kampioenschappen om zijn Grand Slam Championship of Triple Crown Championship te voltooien John Layfield (2006) en The Miz (2010) hebben zich verklaard als Grand Slam winnaars door het winnen van deze titel.

### Lijst van WWE Triple Crown Champions
De volgende is een lijst van WWE Triple Crown Champions met data met vermelding van de worstelaar met de respectievelijke kampioenschap.
| Kampioen                 | Primaire kampioenschappen | Primaire kampioenschappen | Tag Team kampioenschappen                   | Tag Team kampioenschappen             | Secundaire kampioenschappen |
| Kampioen                 | Championship              | World Heavyweight         | World Tag Team                              | Tag Team                              | Intercontinental            |
| ------------------------ | ------------------------- | ------------------------- | ------------------------------------------- | ------------------------------------- | --------------------------- |
| Pedro Morales            | 8 februari 1971           | / (Gepensioneerd)         | 9 augustus 1980 (met Bob Backlund)          | / (Gepensioneerd)                     | 8 december 1980             |
| Bret Hart                | 12 oktober 1992           | / (Gepensioneerd)         | 26 januari 1987 (met Jim Neidhart)          | / (Gepensioneerd)                     | 26 augustus 1991            |
| Diesel                   | 26 november 1994          | / (Gepensioneerd)         | 28 augustus 1994 (met Shawn Michaels)       | / (Gepensioneerd)                     | 13 april 1994               |
| Shawn Michaels           | 31 maart 1996             | 17 november 2002          | 28 augustus 1994 (met Diesel)               | 13 december 2009 (met Triple H)       | 27 oktober 1992             |
| Stone Cold Steve Austin  | 29 maart 1998             | / (Gepensioneerd)         | 26 mei 1997 (met Shawn Michaels)            | / (Gepensioneerd)                     | 3 augustus 1997             |
| The Rock                 | 15 november 1998          | / (Titel opgeborgen)      | 30 augustus 1999 (met Mankind)              |                                       | 13 februari 1997            |
| Triple H                 | 23 augustus 1999          | 2 september 2002          | 29 april 2001 (met Stone Cold Steve Austin) | 13 december 2009 (met Shawn Michaels) | 21 oktober 1996             |
| Kane                     | 28 juni 1998              | 18 juli 2010              | 13 juli 1998 (met Mankind)                  | 189 april 2011 (met Big Show          | 30 mei 2001                 |
| Chris Jericho            | 9 december 2001           | 7 september 2008          | 21 mei 2001 (met Chris Benoit)              | 28 juni 2009 (met Edge)               | 12 december 1999            |
| Kurt Angle               | 22 oktober 2000           | 10 januari 2006           | / (Titel opgeborgen)                        | 20 oktober 2002 (met Chris Benoit)    | 27 februari 2000            |
| Eddie Guerrero           | 15 februari 2004          | / (Overleden)             | / (Overleden)                               | 17 november 2002 (met Chavo Guerrero) | 5 september 2000            |
| Chris Benoit             | / (Overleden)             | 14 maart 2004             | 21 mei 2001 (met Chris Jericho)             | 20 oktober 2002 (met Kurt Angle)      | 2 april 2000                |
| Ric Flair                | 19 januari 1992           | / (Gepensioneerd)         | 14 december 2003 (met Batista)              | / (Gepensioneerd)                     | 18 september 2005           |
| Edge                     | 8 januari 2006            | 8 mei 2007                | 2 april 2000 (met Christian)                | 5 november 2002 (met Rey Mysterio)    | 24 juli 1999                |
| Rob Van Dam              | 11 juni 2006              | / (Niet actief in WWE)    | 31 maart 2003 (met Kane)                    | 7 december 2004 (met Rey Mysterio)    | 17 maart 2002               |
| Booker T                 |                           | 23 juli 2006              | 1 november 2001 (met Test)                  |                                       | 7 juli 2003                 |
| Randy Orton              | 7 oktober 2007            | 15 augustus 2004          | 13 november 2006 (met Edge)                 |                                       | 14 december 2003            |
| Jeff Hardy               | 15 december 2008          | 7 juni 2009               | 29 juni 1999 (met Matt Hardy)               | / (Niet actief in WWE)                | 10 april 2001               |
| CM Punk                  | 17 juli 2011              | 30 juni 2008              | 27 oktober 2008 (met Kofi Kingston)         |                                       | 19 januari 2009             |
| John "Bradshaw" Layfield | 27 juni 2004              | / (Gepensioneerd)         | 25 mei 1999 (met Faarooq)                   | / (Gepensioneerd)                     | 9 maart 2009                |
| Rey Mysterio             | 25 augustus 2011          | 2 april 2006              | / (Titel opgeborgen)                        | 5 november 2002 (met Edge)            | 5 april 2009                |
| Dolph Ziggler            |                           | 15 februari 2011          | 3 april 2006 (met Spirit Squad)             |                                       | 28 juli 2010                |
| Christian                |                           | 1 mei 2011                | 2 april 2000 (met Edge)                     |                                       | 23 september 2001           |
| Big Show                 | 14 november 1999          | 18 december 2011          | 22 augustus 1999 (met The Undertaker)       | 26 juli 2009 (met Chris Jericho)      | 1 april 2012                |
| The Miz                  | 22 november 2010          | / (Titel opgeborgen)      | 13 december 2008 (met John Morrison)        | 16 november 2007 (met John Morrison)  | 23 juli 2012                |
| Daniel Bryan             | 18 augustus 2013          | 18 december 2011          | / (Titel opgeborgen)                        | 16 september 2012 (with Kane)         | 29 maart 2015               |

| Tekst                           | Tekst |
| ------------------------------- | --- |
| Kampioenschappen in het cursief | Geeft de titel is een alternatieve titel van de oorspronkelijke definitie van een Triple Crown kampioenschap.                                                                                       |
| Data in het cursief             | De worstelaar heeft die titel gewonnen, maar de titel bijdraagt niet aan hun Triple Crown, omdat ze had al gewonnen van de Triple Crown of ze hadden al gewonnen een titel op dat hetzelfde niveau. |
| Data in het vet                 | De datum waarop de worstelaar een Triple Crown Champion werd. |
| Namen in het vet                | Geeft aan dat de worstelaar ook een Grand Slam Champion is. |
| /                               | Geen toekomstige regeerperiode mogelijk |
| Kleuren                         | |
|                                 | Won alle verkiesbare kampioenschaptitels |
|                                 | Won de titel als lid van de Raw merk. |
|                                 | Won de titel als lid van de ECW merk. |
|                                 | Won de titel als lid van de SmackDown merk. |
|                                 | Won de titel voor de WWE Brand Extension of na het oprichten van de "Supershow"-format. |

## World Championship Wrestling
De World Championship Wrestling (WCW) Triple Crown bestaat uit van het WCW World Heavyweight Championship, het WCW United States Heavyweight Championship en het WCW World Tag Team Championship.

### Lijst van WCW Triple Crown Champions
| Kampioen            | Primaire kampioenschappen | Tag Team kampioenschappen                  | Secundaire kampioenschappen   |
| Kampioen            | WCW World Heavyweight     | WCW World Tag Team                         | WCW United States Heavyweight |
| ------------------- | ------------------------- | ------------------------------------------ | ----------------------------- |
| Ric Flair           | 11 januari 1991           | 26 december 1976 (met Greg Valentine)      | 29 juli 1977                  |
| Lex Luger           | 14 juli 1991              | 27 maart 1988 (met Barry Windham)          | 11 juli 1987                  |
| Sting               | 29 februari 1992          | 22 januari 1996 (met Lex Luger)            | 25 augustus 1991              |
| Diamond Dallas Page | 11 april 1999             | 31 mei 1999 (met Bam Bam Bigelow & Kanyon) | 28 december 1997              |
| Goldberg            | 6 juli 1998               | 7 december 1999 (met Bret Hart)            | 20 april 1998                 |
| Bret Hart           | 21 november 1999          | 7 december 1999 (met Goldberg)             | 20 juli 1998                  |
| Chris Benoit        | 16 januari 2000           | 14 maart 1999 (met Dean Malenko)           | 9 augustus 1999               |
| Scott Steiner       | 6 november 2000           | 1 november 1989 (met Rick Steiner)         | 11 april 1999                 |
| Booker T            | 9 juli 2000               | 3 mei 1995 (met Stevie Ray)                | 18 maart 2001                 |

## Extreme Championship Wrestling
De Extreme Championship Wrestling (ECW) Triple Crown bestaat uit van het ECW World Heavyweight Championship, het ECW World Television Championship en het ECW World Tag Team Championship.1

### Lijst van ECW Triple Crown Champions
| Kampioen        | Primaire kampioenschappen | Tag Team kampioenschappen                         | Secundaire kampioenschappen |
| Kampioen        | ECW World Heavyweight     | ECW World Tag Team                                | ECW World Television        |
| --------------- | ------------------------- | ------------------------------------------------- | --------------------------- |
| Johnny Hotbody  | 26 april 1992             | 3 april 1993 (met Chris Candido & Chris Michaels) | 12 augustus 1992            |
| Sabu            | 2 oktober 1993            | 4 februari 1995 (met The Tazmaniac)               | 13 november 1993            |
| Mikey Whipwreck | 28 oktober 1995           | 27 augustus 1994 (met Cactus Jack)                | 13 mei 1994                 |
| Taz             | 10 januari 1999           | 4 december 1993 (met Kevin Sullivan)              | 6 maart 1994                |
| Rob Van Dam     | 13 juni 20062             | 27 juni 1998 (met Sabu)                           | 4 april 1998                |

1 Alle ECW-titels zijn nu opgeborgen
2 Won de titel als deel van WWE's ECW-merk.

## Total Nonstop Action Wrestling
In Total Nonstop Action Wrestling (TNA), de TNA Triple Crown was een eerbetoon geschonken aan diegenen die alle drie de kampioenschappen wonnen in TNA tussen 2002 en 2007. De drie titels waren - de NWA World Heavyweight Championship, de TNA X Division Championship en (de helft van) de NWA World Tag Team Championship.
In mei 2007, TNA verloor de rechten voor de NWA World Heavyweight Championship en de NWA World Tag Team Championship en introduceerde de TNA World Heavyweight Championship en de TNA World Tag Team Championship. Op 8 juli 2007, TNA verklaarde dat TNA World Heavyweight Championship en de TNA World Tag Team Championship deel uitmaken van de bestaande Triple Crown Championship.

### Lijst van TNA Triple Crown Champions
De volgende is een lijst van TNA Triple Crown Champions met data met vermelding van de worstelaar de eerste regeren met de respectievelijke kampioenschap. Onder de definitie TNA's van de Triple Crown Kampioenschap, worstelaars komen in aanmerking voor een veelvoud Triple Crown kampioen te worden elke keer dat zij volledig een nieuw circuit. Tot nu toe alleen A.J. Styles won de Triple Crown op meer dan een gelegenheid.
| Kampioen     | Primaire kampioenschappen | Primaire kampioenschappen | Tag Team kampioenschappen         | Tag Team kampioenschappen         | Secundaire kampioenschappen |
| Kampioen     | NWA World Heavyweight     | TNA World Heavyweight     | NWA World Tag Team                | TNA World Tag Team                | TNA X Division              |
| ------------ | ------------------------- | ------------------------- | --------------------------------- | --------------------------------- | --------------------------- |
| A.J. Styles  | 11 juni 2003              | 20 september 2009         | 3 juli 2002 (met Jerry Lynn)      | 14 oktober 2007 (met Tomko)       | 19 juni 2002                |
| Kurt Angle   | /                         | 17 juni 2007              | /                                 | 12 augustus 2007 (Geen partner)   | 12 augustus 2007            |
| Samoa Joe    | /                         | 13 april 2008             | /                                 | 15 juli 2007 (Geen partner)       | 11 december 2005            |
| Abyss        | 19 november 2006          |                           | 4 februari 2004 (met A.J. Styles) |                                   | 16 mei 2011                 |
| Austin Aries | /                         | 8 juli 2012               | /                                 | 25 januari 2013 (met Bobby Roode) | 11 september 2011           |

| Tekst                           | Tekst |
| ------------------------------- | --- |
| Kampioenschappen in het cursief | Geeft de titel is een alternatieve titel van de oorspronkelijke definitie van een Triple Crown kampioenschap. |
| Data in het vet                 | De datum waarop de worstelaar een Triple Crown kampioen werd.                                                 |
| Namen in het vet                | Geeft de worstelaar aan dat ook een Grand Slam kampioen is.                                                   |
| /                               | Toekomstige regeerperiode is niet meer mogelijk                                                               |
| Kleuren                         | |
|                                 | Won alle verkiesbare kampioenschaptitels                                                                      |